# 阿卜杜拉·伊本·阿里
阿卜杜拉·伊本·阿里（712年—764年）是阿拔斯王朝开国将领。他在阿拔斯革命中起到了重要作用。作为叙利亚总督，他巩固了阿拔斯在叙利亚的统治，清除了伍麦叶的残余势力，镇压了他们的暴动。阿拔斯王朝第一任哈里发阿布·阿拔斯死后，于754年，他起兵同曼苏尔争夺统治权，最终失败被俘。他在764年被杀。

## 阿拔斯革命
749年前，阿布·穆斯林领导的反伍麦叶王朝起义在呼罗珊地区爆发。阿布·穆斯林军横扫波斯到达伊拉克边界。749年10月，阿布·阿拔斯在库费自称哈里发，并迅速得到了阿布·穆斯林和库费人的支持，阻止了阿里后裔对革命的控制。为了巩固阿拔斯的统治，阿布·阿拔斯任命了很多家族成员领导军队，如曼苏尔率军围困瓦西特；阿卜杜拉·伊本·阿里率军在加孜拉（Jazira）同伍麦叶哈里发马尔万二世作战。

因此，阿卜杜拉在扎卜河战役中打败了末代哈里发马尔万二世，在随后的追击中，阿卜杜拉占领了伍麦叶王朝首都大马士革，并通往巴勒斯坦，迫使马尔万逃亡埃及。他和他的兄弟萨利赫一同追至埃及，马尔万在当地被杀。

## 叙利亚总督期间
作为阿拔斯王朝首任叙利亚总督，阿卜杜拉对伍麦叶残余冷酷无情，大肆捕杀伍麦叶家族成员。在他留在巴勒斯坦期间，他一次杀了八十个伍麦叶成员 。这种迫害颇有成效，只有一个伍麦叶逃脱到了安达卢斯，即后来的阿卜杜拉赫曼一世。
这种残酷的压制和呼罗珊士兵的掠夺，很快引起了叙利亚部落起义，由Jund Qinnasrin总督Abu'l-Ward ibn al-Kawthar领导。他们加入了马尔万一世后裔Abu'l-Ward ibn al-Kawthar的队伍。Abu'l-Ward ibn al-Kawthar是一个伍麦叶王朝复国者。复国军初战告捷，在Qinnasrin附近他们打败了阿卜杜拉的兄弟Abd al-Samad带领的阿拔斯军队，但是在750年，阿卜杜拉在Marj al-Akhram给予了伍麦叶军队沉重的打击。Abu'l-Ward阵亡，Abu Muhammad逃入沙漠。 Abu Muhammad的一个侄子al-Abbas ibn Muhammad稍后在阿勒颇起义，可是却被Jazira总督曼苏尔迅速镇压。
之后，阿卜杜拉前往边境的Sumaysat要塞，伍麦叶王朝的不同支持者在Ishaq ibn Muslim al-Uqayli带领下聚集在一起。 这次，通过Ishaq和曼苏尔的谈判，许多伍麦叶支持者投靠了阿拔斯。 751年夏，另一个由希沙姆·本·阿卜杜勒-馬利克的孙子Aban ibn Mu'awiya领导的起义在Sumaysat附近爆发，迫使阿卜杜拉中断同东罗马军队的作战，转而镇压起义。另一名伍麦叶支持者Abd al-Samad ibn Muhammad ibn al-Hajjaj ibn Yusuf在755年被捕。

## 内战
尽管在Jazira接连发生伍麦叶起义，阿卜杜拉在之后几年仍能保证地区稳定。754年6月，哈里发阿布·阿拔斯死亡，阿卜杜勒、曼苏尔以及阿布·穆斯林是帝国最有权势的三人。 阿布·阿拔斯在麦加去世，临终前指定曼苏尔为继承人。当时，阿卜杜拉正在准备一次进攻东罗马帝国的计划，并已组建了一个庞大的军队。 在得知哈里发死亡后，他自称哈里发，并声称这是阿布·阿拔斯因阿卜杜拉推翻了马尔万二世给予的奖赏。阿卜杜拉的宣称很难证实其真实性，因为他被曼苏尔击败了，但是，如P. Cobb所说，所有的记载都认为在阿布·阿拔斯死前，帝国的继承人并未确立。并且有迹象表明，在阿布·阿拔斯死前几年，阿卜杜拉把自己描绘成一个合法的继承人。
尽管如此，他在叙利亚受到广泛支持，包括本地的Syro-Jaziran军队、叙利亚精英阶层——他们试图恢复往日特权，以及呼罗珊军队。
在阿卜杜拉的军队在伊拉克行军时，曼苏尔开始寻求阿布·穆斯林的支持，尽管新任哈里发并不相信他。事实上，由于阿布·穆斯林在阿拔斯革命期间的巨大声望，使得他在呼罗珊士兵面前有极大的号召力。
 754年11月，两军在努賽賓相遇。阿卜杜拉面临瓦解的问题，呼罗珊军不愿意同阿布·穆斯林作战，根据K.V.Zetterstéen记载，阿卜杜拉杀了1万7千名呼罗珊士兵。而叙利亚人仍然怨恨扎卜河之败。 根据休·肯尼迪的说法，阿卜杜拉在战斗开始前，由于猜忌，提前逃跑。在他另一个兄弟巴士拉总督Sulayman处避难。胜利后的几个月，阿布·穆斯林被曼苏尔诱骗至哈里发宫廷，遭杀害。

## 死亡
阿卜杜拉躲在巴士拉，在他兄弟的保护下持续了2年。直到764年，阿卜杜拉在曼苏尔的命令下被处决，据说死时52岁。

## 后续
尽管因为阿卜杜拉的叛乱，他的兄弟萨利赫还是成为了叙利亚总督，他们在叙利亚的统治仍将延续半个世纪。

## 家庭
侄子：阿布·阿拔斯；曼苏尔